# Francesco Ferrari (politico 1946)
Francesco Ferrari (Mairano, 16 dicembre 1946 – Mairano, 23 maggio 2022) è stato un politico italiano.

## Biografia
Esponente della Democrazia Cristiana, dirigente a più livelli della federazione della Coldiretti, ha aderito successivamente al Partito Popolare Italiano alla Margherita e al Partito Democratico.
Consigliere regionale della Lombardia (1987-1990),
Alle elezioni politiche del 1992 è candidato alla Camera dei Deputati, nella circoscrizione di Brescia (Brescia-Bergamo), nelle liste della Democrazia Cristiana, venendo eletto deputato della XI Legislatura con circa 17 900 preferenze.
Successivamente aderisce al Partito Popolare Italiano e alle politiche del 1994 è eletto al Senato della Repubblica nelle liste del Patto per l'Italia: sconfitto nel collegio uninominale di Chiari, ottiene un seggio tramite il recupero proporzionale. Durante la XII Legislatura ricopre anche l'incarico di Presidente della IX Commissione permanente (Agricoltura e produzione agroalimentare) del Senato della Repubblica.
Alle politiche del 1996 è eletto alla Camera, riuscendo ad imporsi, col sostegno dell'Ulivo, nel collegio uninominale di Ghedi. Nel corso della XIII legislatura ricopre la carica di Presidente della XIII Commissione (Agricoltura).
Dal 5 luglio 2007 è europarlamentare, subentrato a Marta Vincenzi (nel frattempo eletta sindaco di Genova). Alle elezioni europee del 2004, Ferrari era stato candidato nella lista Uniti nell'Ulivo.
Ricandidatosi alle elezioni europee del 2009, è risultato quarto tra i non eletti nella lista del Partito Democratico nella Circoscrizione elettorale dell'Italia nord-occidentale.